# Walensee
Der Walensee (rätoromanisch Lag Rivaunⓘ) ist ein See in den östlichen Voralpen in der Schweiz und liegt in den Kantonen St. Gallen und Glarus. Hauptzufluss und Abfluss des Walensees ist die Linth.

## Name
Im Rätoromanischen heißt der See Lag/Lac Rivaun. Entsprechend wurde er erstmals im Jahr 843 als lacu riuano urkundlich erwähnt.
Der deutsche Name bedeutet «See der Welschen» (vgl. Walchensee in Bayern), da im Frühmittelalter der Walensee die Sprachgrenze zwischen den im Westen siedelnden Alamannen und den Rätoromanen, den Welschen, im Osten bildete.

## Geographie

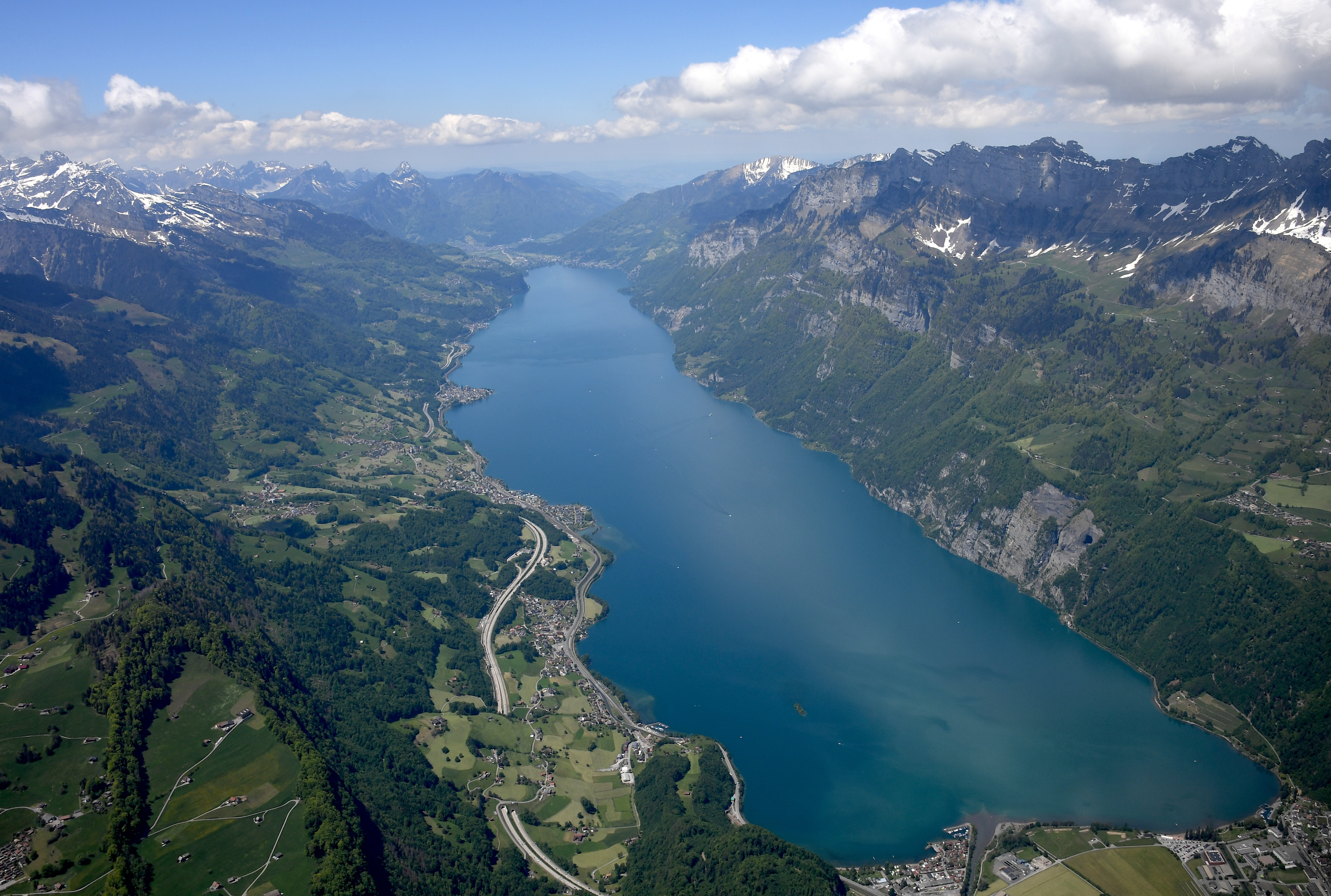
Luftbild des Walensees

Der See liegt auf 419 m ü. M. und hat eine Oberfläche von 24 km². Seine grösste Tiefe beträgt 151 m. Durch seine besondere Lage (inmitten eines Tals und auf beiden Seiten bis zu 1000 Meter hohe Steilhänge) ist die Wassertemperatur des Walensees um einige Grad kälter als diejenige benachbarter Seen. Er wird im Sommer selten über 20 °C warm. Geprägt wurde das U-Tal durch den Rheingletscher in der Würmeiszeit.
Das hydrologische Einzugsgebiet des Walensees umfasst eine Fläche von 1037 km². Es weist einen sehr hohen Anteil an vegetationslosen, naturnahen und bewaldeten Flächen (84,7 %) auf; landwirtschaftlich genutzte Flächen machen 12,6 % aus, Siedlungs-, Industrie-, Gewerbe- und Verkehrsflächen lediglich 2,1 %. Damit zählt der Walensee zu den am wenigsten anthropogen belasteten Seen der Schweiz. 2011 lebten im Einzugsgebiet 41'100 Personen.
Der Hauptzufluss war ursprünglich die Seez. Seit der Linthkorrektion in den Jahren 1807 bis 1811 ist die Glarner Linth durch den Escherkanal der Hauptzufluss. Die Linth tangierte zuvor den Walensee nicht und floss vom Glarnerland aus direkt in Richtung Zürichsee. Die Verbindung zwischen Linth und Walensee wurde durch die Maag hergestellt, die sich bei Ziegelbrücke mit der Linth vereinigte. Mit der Umleitung der Linth vergrösserte sich das Einzugsgebiet des Walensees von 421 km² auf 1061 km². Gleichzeitig sank der Wasserspiegel um 5,5 m.
Ortschaften am Walensee sind Walenstadt, Mols, Unterterzen, Murg, Mühlehorn und Weesen sowie am Nordufer die Dörfer Betlis und Quinten. Bei Touristen am beliebtesten ist die autofreie Ortschaft Quinten, welche nur per Schiff oder durch eine rund dreistündige Wanderung von Weesen oder Walenstadt zu erreichen ist und ein Mittelmeerklima bietet. Geschützt gegen Norden wachsen auf der Südseite der Churfirsten Hanfpalmen und Feigen. Nördlich befinden sich das auf einer Terrasse hoch über dem See gelegene Amden mit dem Mattstock (1936 m) und die Bergkette der Churfirsten (bis 2306 m). Südlich des Sees liegen die Winter- und Sommer-Tourismusregionen Flumserberg und Kerenzerberg.
In der südöstlichen Ecke des Sees, auf dem Gebiet der Gemeinde Quarten, liegt die kleine Schnittlauchinsel.

## Limnologie

### Zirkulation
Der Walensee ist ein monomiktischer See. Der Wasserkörper durchmischt sich jeden Frühling vollständig, wodurch sauerstoffreiches Wasser in die Tiefe und nährstoffreiches Wasser in die oberflächennahen Schichten gelangt. Verantwortlich dafür sind seine windexponierte Lage – mit häufigen Ost- und Westwinden sowie Föhneinfluss aus dem Rheintal, dem Murgtal und dem Glarnerland – und der hohe Gehalt an Schwebstoffen in den Zuflüssen.
Im Sommerhalbjahr folgt eine Stagnationsphase, jedoch ohne Ausbildung eines stabilen Metalimnions. Die fortgesetzte Durchmischung verhindert eine ausgeprägte Temperaturschichtung, wie sie in vergleichbaren Seen oft zu beobachten ist.

### Trophie
Wie in den meisten Schweizer Seen setzte auch im Walensee ab 1960 eine Eutrophierung durch Abwassereinleitung ein. Die höchsten Phosphorkonzentrationen erreichte der Walensee in den 1970er-Jahren mit 30 µg/l und war damit mesotroph beziehungsweise knapp eutroph. Dank der guten Zirkulation blieben die Sauerstoffwerte im Hypolimnion jedoch stets so hoch, dass kein Phosphor aus den Sedimenten in den Wasserkörper zurückgelangte und somit keine Eigendüngung einsetzte. Die Reduktion der Phosphorzufuhr durch den Ausbau der ARAs im Einzugsgebiet zeigte daher bereits Ende der 1970er-Jahre rasch Wirkung. Heute weist der See wieder einen oligotrophen Zustand auf mit Werten unter 4 µg/l und gehört damit zu den nährstoffärmsten Seen der Schweiz.

## Fischerei
Der Walensee wird sowohl von Berufsfischern als auch von Sportfischern befischt. Seit 1933 werden Fischfangstatistiken veröffentlicht. Wurden in den 1970er Jahren noch rund 70 Tonnen pro Jahr gefangen, so gingen die Erträge in der Folge stark zurück. 2021 haben die Berufsfischer, drei sind es noch an der Zahl, 4143 kg gefangen, vor allem Felchen, Egli und Rotaugen. Die Sportfischer hatten im gleichen Jahr 1190 kg gefangen, vor allem Egli, Hecht und Forellen.

## Verkehr

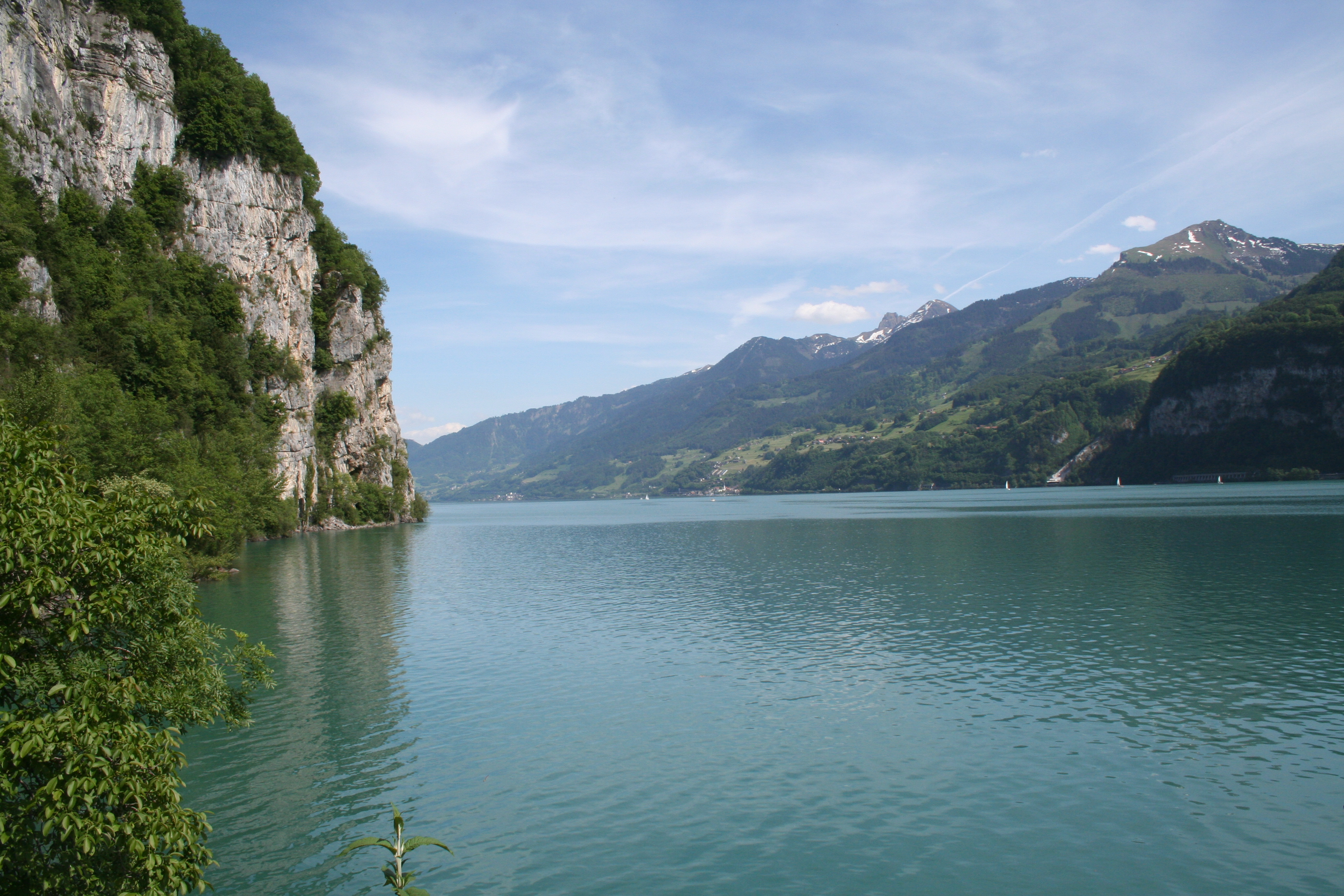
Das steile Nordufer zwischen Fly und Betlis

Nach der Eroberung durch die Römer um das Jahr 15 v. Chr. lag der Walensee im Grenzbereich der römischen Provinzen Raetia (Rätien) und Germania superior (Obergermanien). Die römischen vici Centum Prata (Kempraten) und Turicum (Zürich) dienten auf dem Wasserweg Walensee–Zürichsee über die Limmat und den Rhein als Knotenpunkte des Warenverkehrs über die Alpenroute.
Verkehrstechnisch war der Walensee seit der Antike eine grosse Herausforderung, da es dort kaum Ebenen gibt. So trassieren die Bahnstrecke Ziegelbrücke–Chur resp. die ehemalige Südostbahn Sargans–Rapperswil wie auch die Autobahn A3 den Walensee durch Galerien und Tunnels. Bis zur Eröffnung der Walenseestrasse war auf dem Landweg die Passage zwischen der Linthebene und Walenstadt nur über den Kerenzerberg zwischen Mollis und Quarten möglich. Bis in die frühe Neuzeit wurde der Warenverkehr zwischen Zürich und Chur deshalb per Schiff auf dem Walensee befördert. Allerdings war die weitverzweigte Linth mit ihrem immer wieder wechselnden Lauf zwischen Walensee und Zürichsee für die Schiffsleute und ihre Ruderschiffe eine Herausforderung.
Seit der Errichtung des Linthkanals konnten Güter besser und schneller mit dem Schiff von Walenstadt nach Zürich gefahren werden. Nur zweimal passierte ein Dampfschiff die Kanalstrecke. In der Regel wurden die Güter in der Sust auf Ledischiffe umgeladen, die vom Ufer aus (von Menschen und Tieren, zuletzt auch mit Hilfe von Traktoren) gezogen wurden; das Treideln hiess in der March Recken. Die Eisenbahn machte mit der Zeit den Warentransport auf dem Wasser zwischen Zürich und Walensee überflüssig, die Personenschifffahrt ist jedoch zur beliebten Freizeitbeschäftigung geworden, wie auch die dazugekommene Sportschifffahrt.
1974 wurde in der Linthebene die vierspurige Autobahn A3 eröffnet. Zwischen Weesen und Mühlehorn wurde aus ihr die zweispurige Walenseestrasse. Sie bestand im Wesentlichen aus der Hauptstrasse durch die Dörfer Mühlehorn, Murg, Unterterzen und Mols. Bei Walenstadt begann die Fortsetzung der A3.
Die Hauptstrasse hatte zwar gewöhnliche Verbindungen und Fussgängerstreifen, war aber einem hohen Verkehrsaufkommen ausgesetzt. Der Walensee erhielt durch diesen Engpass einen schweizweiten Ruf als Nadelöhr für den Verkehr, da sich bei hohem Verkehrsaufkommen und den damit verbundenen häufigen schweren Verkehrsunfällen jeweils kilometerlange Staus in der Linthebene bildeten. Jahrelang war die Meldung «Stau am Walensee» in der Ostschweiz so geläufig, dass die Kabarettisten des in den achtziger Jahren populären Trios Eugster dem Walensee den Beinamen Qualensee verliehen. Zur gleichen Zeit wurde die heutige Walenseeautobahn in Arbeitsgemeinschaft verschiedener Bauunternehmungen gebaut. Die Bauleitung übernahm das Bauingenieurbüro Locher & Cie AG in Zürich. 1986 konnte der 5,8 km lange Kerenzertunnel dem Verkehr übergeben werden, womit die A3 entlang des Walensees durchgängig vierspurig wurde.
Der beliebte Fuss- und Wanderweg am nördlichen Ufer des Walensees ist ab Betlis nur den Fussgängern vorbehalten und für Fahrräder gesperrt. Die Wanderung ist wegen der Geländetopografie mit einigen Höhendifferenzen verbunden und gilt teilweise als anspruchsvoll. Sie kann jedoch auch in Quinten unterbrochen werden.

## Personenschifffahrt
Drei Kursschiffe des Schiffsbetriebs Walensee verkehren im Sommerhalbjahr zwischen zehn Anlegestellen. Das Schiff Quinten II fasst 260 Passagiere, die Churfirsten 220 und die Seestern 110 Personen. Die Alvier fasst 60 Personen und verkehrt als Personenfähre zwischen Quinten und Murg. Die Gonzen ist ein Kahn oder Ledischiff für den Last- und Warenverkehr am Walensee. Die drei Anlegestellen Betlis, Quinten mit 56 Einwohnern und Au am Nordufer des Sees sind nur mit dem Schiff erreichbar, weswegen die Alvier ganzjährig in Betrieb ist. Der See ist auch im Winter eisfrei. Quinten ist auch der Heimathafen der kleinen Flotte, die Werkstätte und Büros der lokalen Schifffahrtsgesellschaft befinden sich jedoch in Unterterzen.
Das erste Dampfschiff verkehrte 1837. Die Minerva wurde vom Zürichsee auf den Walensee verlegt. Bahn und Strasse führten in den 1860er-Jahren zum Erliegen der Personenschifffahrt. Eine erste Wiederinbetriebnahme zwischen 1900 und 1925 war nicht von langer Dauer. In den 1940er- bis 1960er-Jahren erfolgte ein Neubeginn, zuerst mit kleinen Motorbooten, ab 1954 mit dem Motorschiff Quinten I sowie 1971 mit der Fridolin. Die grosse Wende geschah dank der Unterstützung durch die Tourismusorganisationen ab den 1970er-Jahren. Die Churfirsten wurde 1976, die Seestern 1982 und die Quinten II 1987 in Betrieb genommen. Für den Schifffahrtsbetrieb war 1950–2004 die Quintner Familie Walser prägend; seither zeichnet die Schiffbetrieb Walensee AG verantwortlich.
Schiffländen
Schiffländen der Personenschifffahrt, von Osten nach Westen:
| Name              | Seite | Lage                                                                        | Kt. | ⊙                                          | Bild | Anmerkungen |
| ----------------- | ----- | --------------------------------------------------------------------------- | --- | ------------------------------------------ | ---- | ----------- |
| Walenstadt (See)  | Nord  | Walenstadt                                                                  | SG  | !509.3018765547.1277885 47.127788 9.301876 | BW   |             |
| Mols (See)        | Süd   | Mols                                                                        | SG  | !509.2780245547.1130835 47.113083 9.278024 | BW   |             |
| Unterterzen (See) | Süd   | Unterterzen, beim Bahnhof Unterterzen, Talstation Luftseilbahn Flumserberge | SG  | !509.2534165547.1145945 47.114594 9.253416 | 2021 |             |
| Quinten Au        | Nord  | Quinten                                                                     | SG  | !509.2294055547.1295695 47.129569 9.229405 | BW   |             |
| Murg Ost (See)    | Süd   | Murg                                                                        | SG  | !509.2179955547.1148625 47.114862 9.217995 | BW   |             |
| Quinten           | Nord  | Quinten                                                                     | SG  | !509.2160015547.1289985 47.128998 9.216001 | 2011 |             |
| Murg West (See)   | Süd   | Murg                                                                        | SG  | !509.2112585547.1132205 47.11322 9.211258  | BW   |             |
| Mühlehorn (See)   | Süd   | Mühlehorn, beim Bahnhof Mühlehorn                                           | GL  | !509.1743665547.1183795 47.118379 9.174366 | BW   |             |
| Betlis            | Nord  | Weesen                                                                      | SG  | !509.1460415547.1344355 47.134435 9.146041 | BW   |             |
| Weesen (See)      | Nord  | Weesen                                                                      | SG  | !509.0993095547.1347335 47.134733 9.099309 | BW   |             |

## Wassersport
Bei Sporttauchern ist der Walensee wegen seines oftmals klaren Wassers beliebt. Weil der Walensee meist um einige Grad kühler als der Boden- oder Zürichsee ist, entwickeln sich die Algen langsamer als in anderen Seen, was zu einer meist besseren Sichtweite unter Wasser führt. Zahlreiche Unterwasser-Felswände erlauben es, schnell in grosse Tiefen abzutauchen, und an einigen Stellen gibt es Schiffswracks zu erkunden. Das bekannteste davon ist das sogenannte «Lediwrack», das zwischen Mols und Walenstadt auf etwa 30 Metern Tiefe liegt. Der vielerorts steilabfallende Seegrund und die kühlen Temperaturen machen den Walensee zu einem für Taucher anspruchsvollen Gewässer, das nur von erfahrenen Tauchern betaucht werden sollte.
Besonders ab Oktober bis Dezember können am Walensee aufgrund der Enge des Tales starke Winde auftreten. Regelmässig können dann erfahrene Starkwindsurfer beobachtet werden.

## Kultur
Am Ostufer des Sees befindet sich bei Walenstadt die Walensee-Bühne, auf der seit 2005 im Sommer Musicals aufgeführt werden.

## Trivia
1850 ging im Walensee das Dampfboot Delphin unter.
1951 wurden im Walensee von der Schweizer Armee eine Tonne deutsche MG 42 versenkt. Zwischen 1960 und 1965 wurden weiter 200 kg Munition versenkt, die genauen Versenkungsorte sind nicht bekannt.
Das vollbeladene Kies-Transfer-Schiff Brisi sank im April 2006 innert Sekunden, wobei die ganze Ladung auf den Seeboden kippte. Nach zwei Monaten glückte die Bergung des Schiffes aus etwa 130 Metern Tiefe. Die Kiesladung eines solchen grösseren Ledischiffes beträgt mindestens 300 Tonnen. Ursache waren die offen gebliebenen Revisionsluken, durch die Wasser eines Lecks ungehindert in alle weiteren Schotts eindringen konnte.
Als Franz Liszt 1837 mit seiner Geliebten Gräfin Marie d’Agoult von Genf an den Comersee reiste, nahm er von Weesen nach Walenstadt das Schiff (die Strasse über den Kerenzerberg wurde erst 1848 eröffnet). Dieser Fahrt auf dem Walensee widmete er das Klavierstück «Au lac de Wallenstadt».

## Bilder

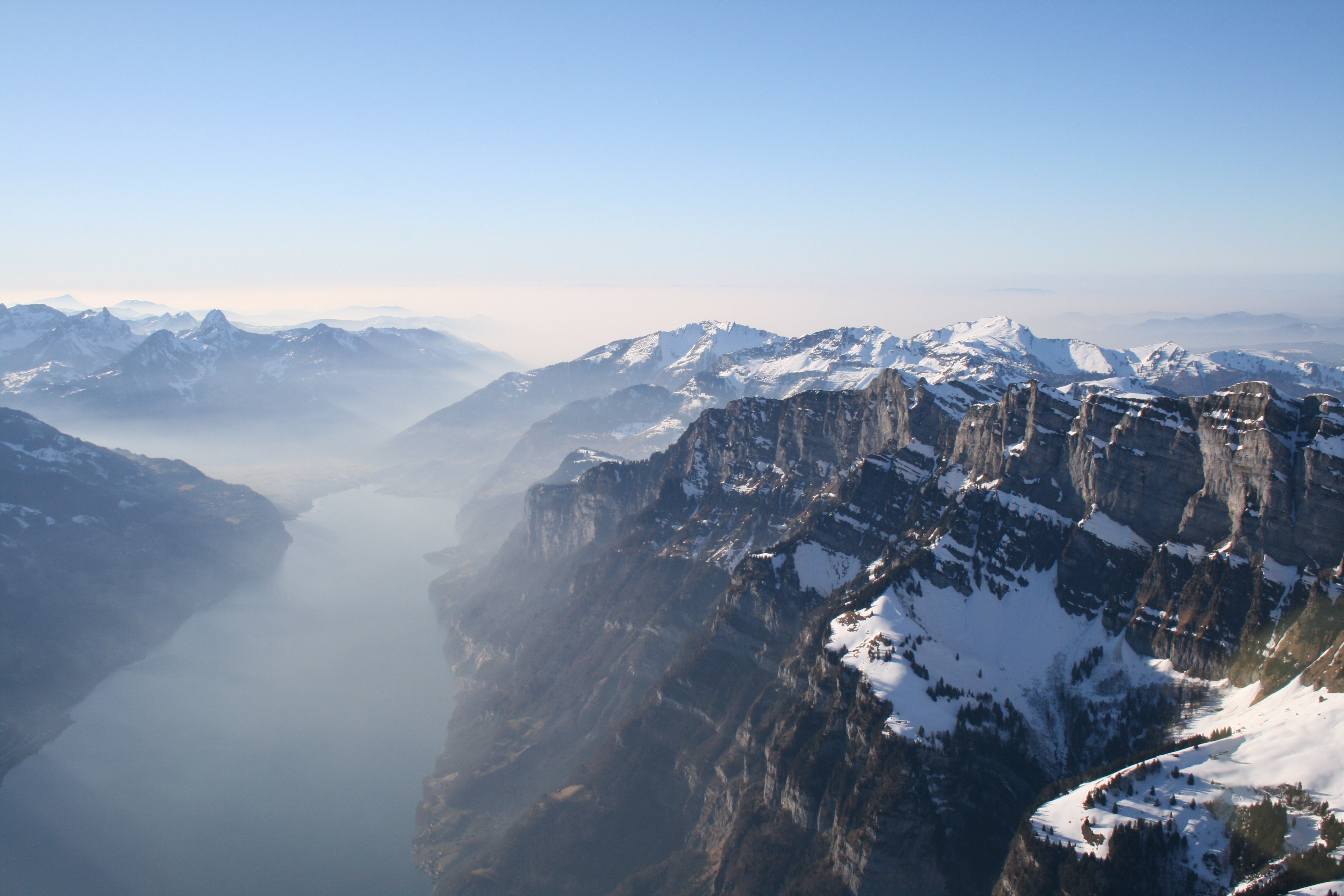
Der Walensee mit den Churfirsten mit einem winterlichen Nebelmeer über dem Mittelland
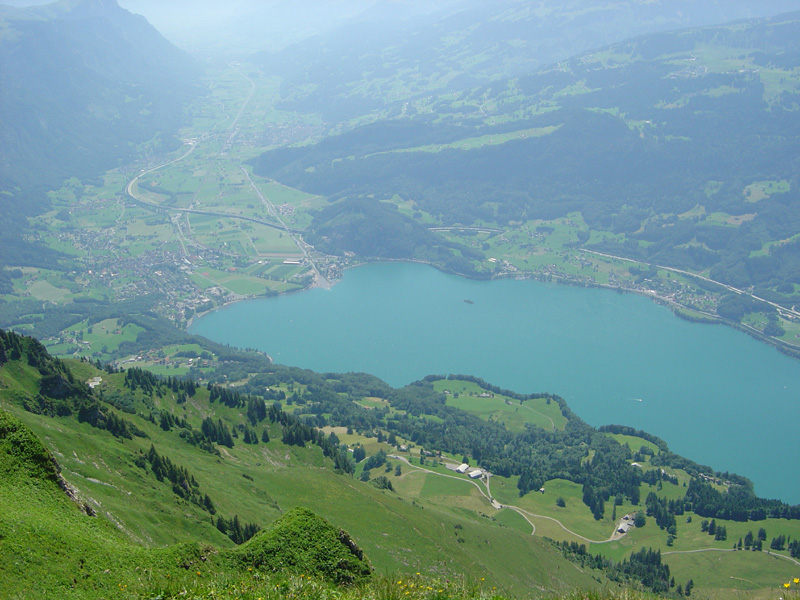
Sicht auf den Walensee und Walenstadt vom Selun aus
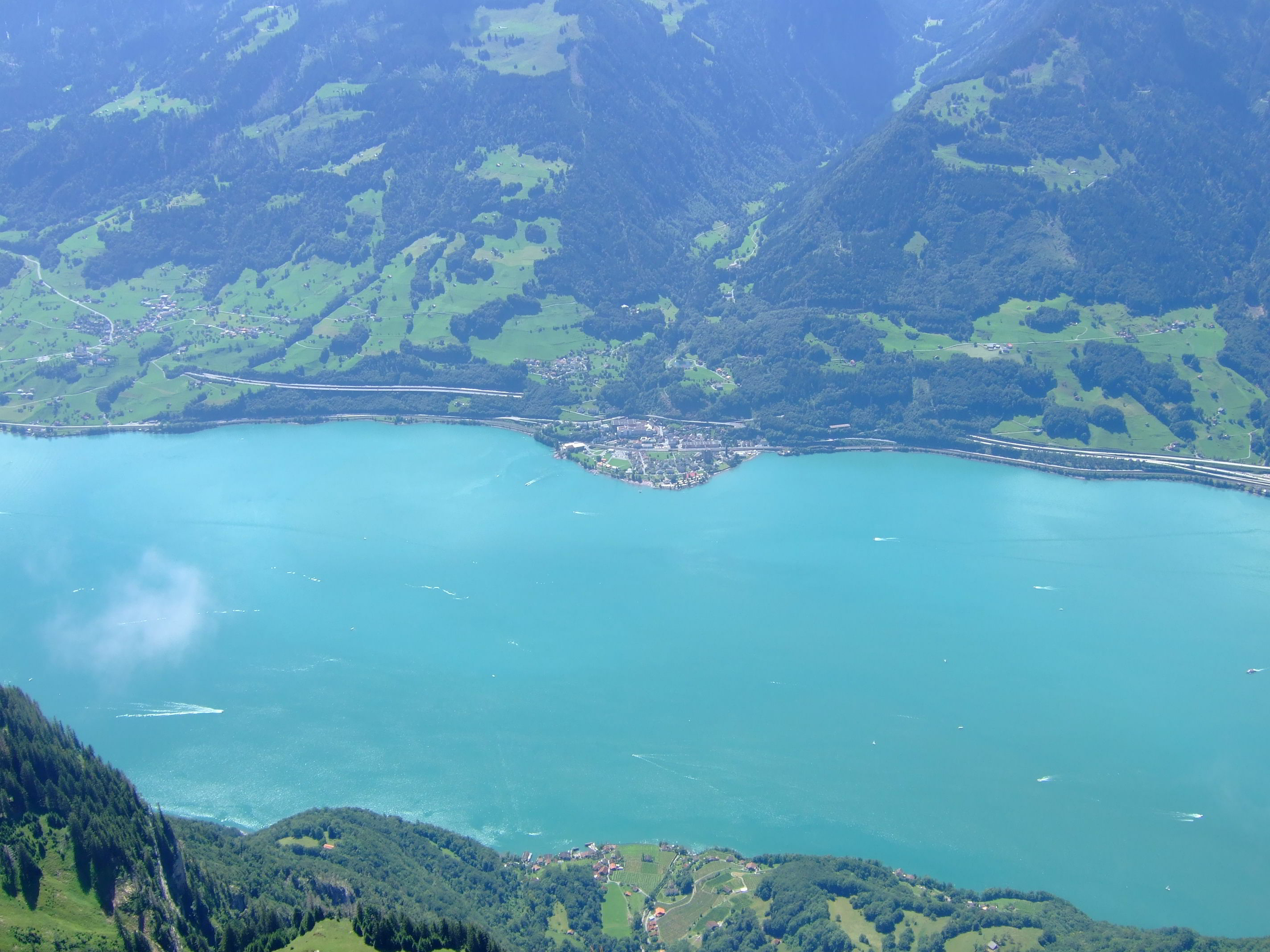
Quinten und Murg mit See vom Leistchamm aus
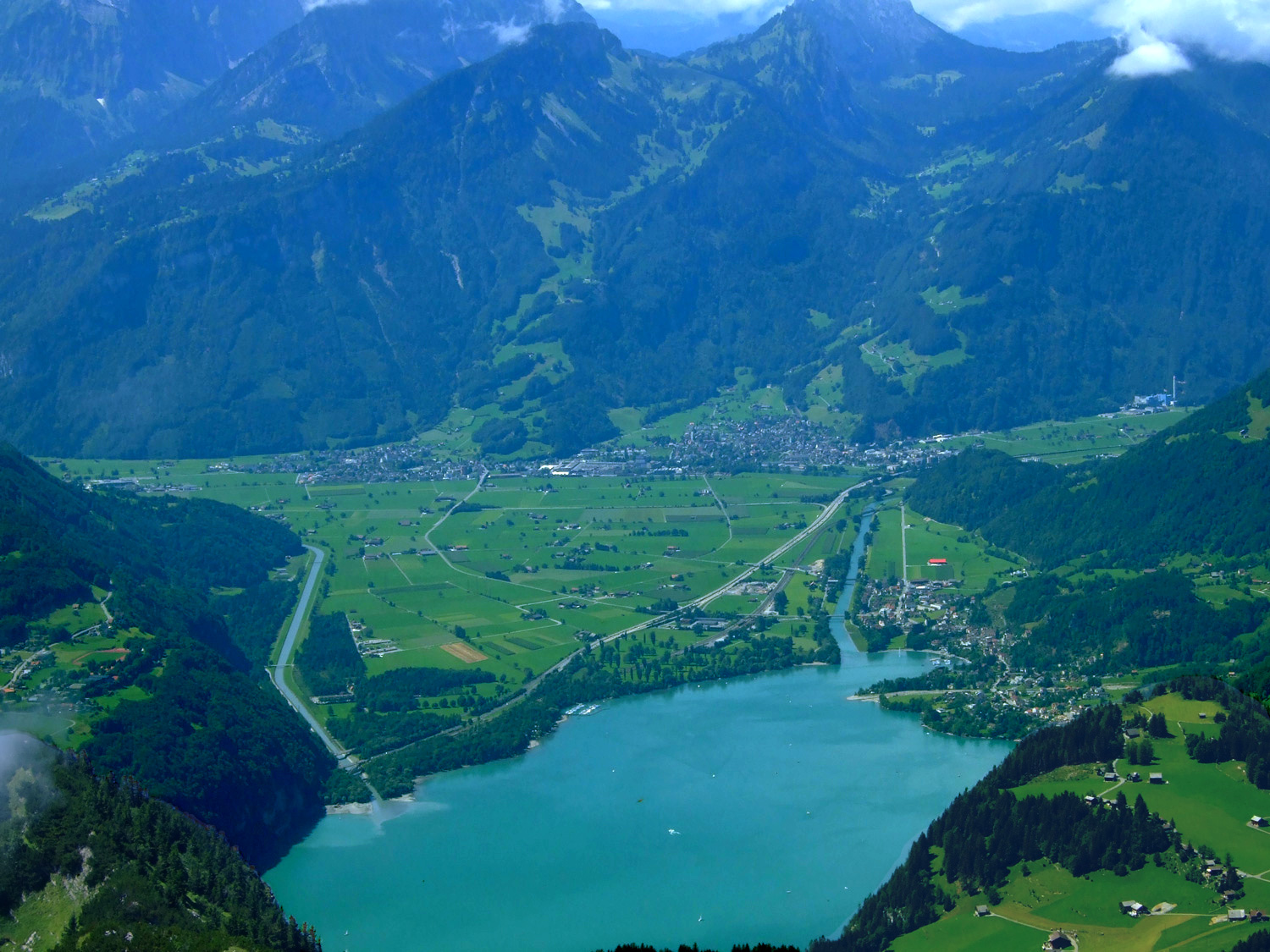
Weesen und der Escherkanal vom Leistchamm aus
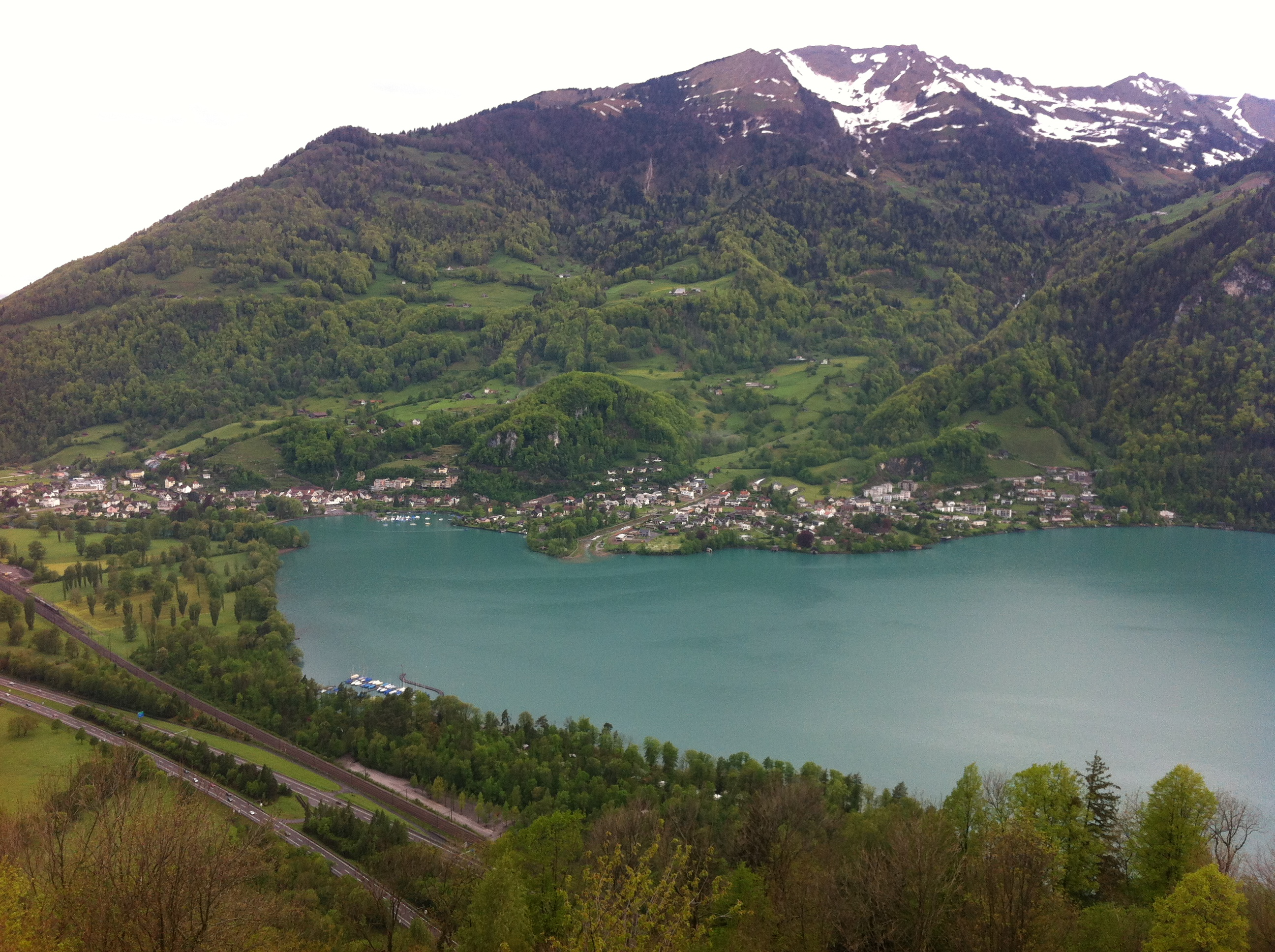
Sicht vom Römerturm auf Weesen
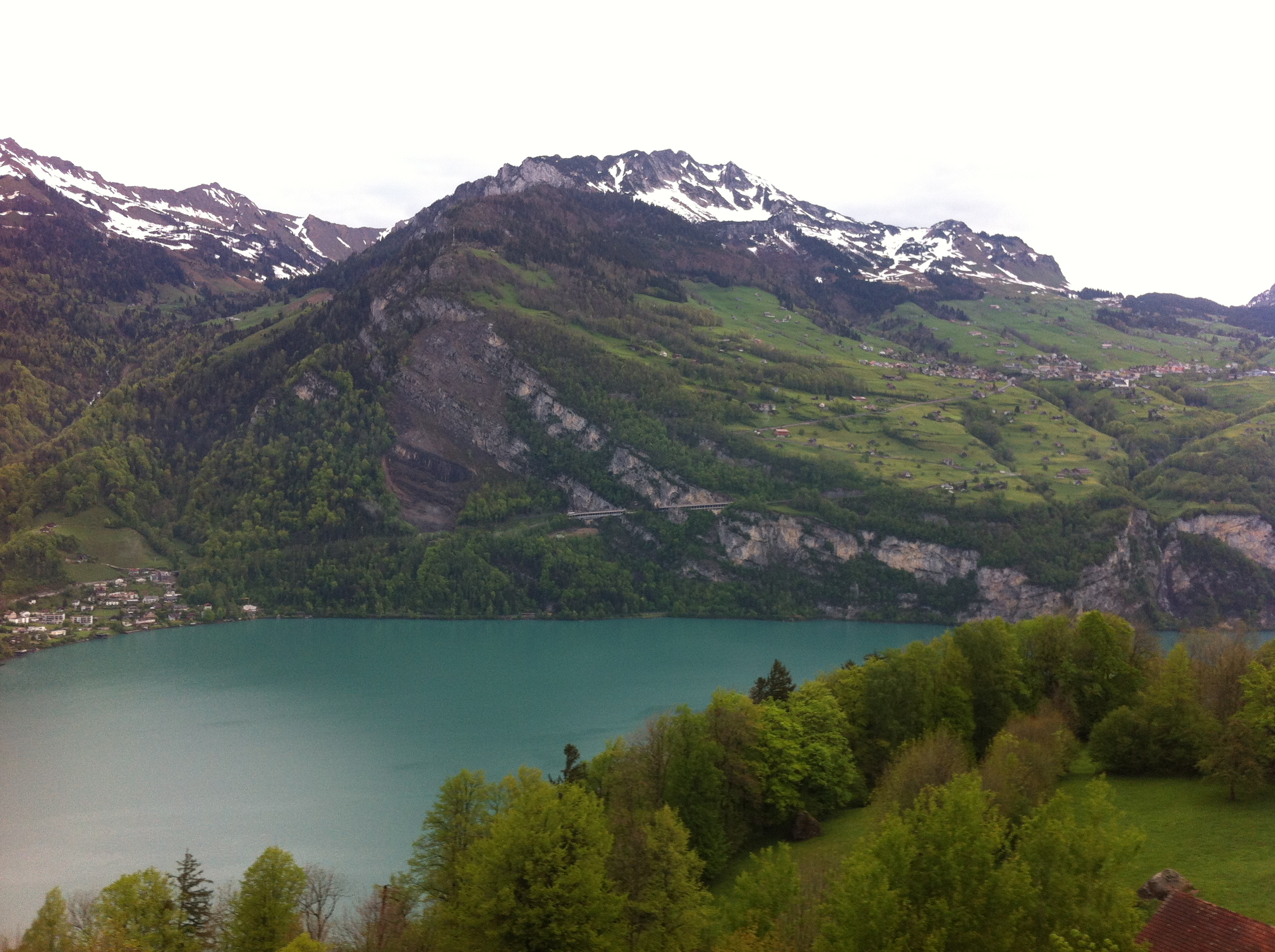
Sicht vom Römerturm auf Amden